# New Romantics
"New Romantics" é uma canção da artista estadunidense Taylor Swift, contida em seu quinto álbum de estúdio, 1989 (2014). Foi composta pela própria com Max Martin e Shellback, que se encarregaram de sua produção. O título da obra é uma referência ao movimento cultural new romanticism. Originalmente divulgada como single promocional em 3 de março de 2015, através da Big Machine Records, a faixa foi enviada para rádios mainstream estadunidenses em 23 de fevereiro de 2016, servindo como o sétimo e último single do álbum.
O videoclipe da canção é uma compilação de filmagens da quarta turnê mundial de Swift, a The 1989 World Tour, lançada exclusivamente na Apple Music em 6 de abril de 2016. "New Romantics" atingiu a 46.ª posição na principal parada musical dos EUA, a Billboard Hot 100. Os críticos lamentaram a exclusão da faixa na edição padrão de 1989, e elogiaram a sua atmosfera energética e animada; alguns classificaram "New Romantics" entre as melhores canções da carreira de Swift. A revista Rolling Stone, em 2019, incluiu a faixa em sua lista das "cem melhores canções da década de 2010".

## Produção
Inspirada no gênero synth-pop dos anos 80, a cantora e compositora Taylor Swift afastou-se da música country, sendo um notável afastamento dos trabalhos anteriores da intérprete. Swift decidiu trabalhar com proeminentes produtores da música pop, os suecos, Max Martin e Shellback, para produzir e compor as canções do seu quinto album de estúdio, 1989 (2014). Martin e Shellback produziram sete das treze faixas na edição padrão do álbum e duas das três faixas bônus na edição deluxe, incluindo "New Romantics". Swift, Martin e Shellback são creditados como os compositores de "New Romantics", sendo gravada no MXM Studios em Estocolmo, Suécia, e no Conway Recording Studios em Los Angeles, e masterizado por Tom Coyne, no Sterling Sound Studios na cidade de Nova Iorque.

## Composição
|                                                    | "New Romantics" (2016) "New Romantics", de Taylor Swift, é uma canção synth-pop. |
| Problemas para escutar este arquivo? Veja a ajuda. |                                                                                  |

O título "New Romantics", refere-se ao movimento cultural "new romanticism" dos anos 70 e 80. Segundo o editor da Slate, Forrest Wickman, essa referência também é visível pela semelhança sonora da canção com o gênero new wave. Rob Sheffield, da Rolling Stone, afirmou que "New Romantics" é a canção que mais autenticamente presta homenagem ao synth-pop dos anos 80. Stephen Thomas Erlewine, do AllMusic, também considerou a faixa entre as poucas do álbum que realmente soa como a música pop da década de 1980, especificamente o "new wave de 1983". Para Corey Baesley, da PopMatters, "New Romantics" é onde Swift simula os estilos "indie electro-pop" da banda escocesa Chvrches.
A letra da canção é sobre Swift reacendendo as suas esperanças e energia após o término que passou. Em sua resenha ao Pitchfork, Vrinda Jagota, descreve que "New Romantics" é onde Swift encontra a dor "em uma noite de hedonismo desinibido", representando uma nova direção a uma atitude mais positiva e descontraída. O refrão da canção começa com: "Porque, amor, eu poderia construir um castelo / Com todas as pedras que jogaram em mim". Para Anna Leszkiewicz, do New Statesman, a representação de um "castelo" em "New Romantics", é usada de maneira "auto-referencial", distanciando-se sobre "castelos" de contos de fadas que estão presentes nas antigas canções da artista. Nos versos: "Coração partido é o novo hino, nós cantamos orgulhosamente / Nós estamos muito ocupados dançando para sermos derrubados", Swift comemora as alegrias da juventude, um tema que Emily Yahr, da Stuff, comparou ao single "22" (2013), também de Swift. O crítico da Slate, Carl Wilson, a descreveu como a nova atitude de Swift em relação ao romance. James E. Perone notou que a letra da obra representa uma atitude desafiadora e despreocupada da geração de Swift, a quem comparou à canção "My Generation" (1965), da banda inglesa The Who.

## Recepção crítica
No lançamento de 1989, Corey Baesley da PopMatters, considerou "New Romantics" e as outras duas faixas bônus da edição deluxe mais "ousadas em composição" do que qualquer faixa da edição padrão, Baesley comparou favoravelmente a canção às músicas de Chvrches, afirmando que "[Swift] pode fazê-las melhor que qualquer outro artista". Carl Wilson, da Slate, afirmou que a obra é um "manifesto harmonizado", e Vrinda Jagota, do Pitchfork, a descreveu como um número "em ascensão, eufórico" que capta a essência do disco. Em sua resenha à revista Vanity Fair, Josh Duboff, lamentou a exclusão da canção na edição padrão de 1989, destacando "New Romantics" como a melhor faixa do album e de qualquer outro álbum, de uma cantora pop de 2014. Na publicação ao Fact, Aimee Cliff, notou que embora a letra seja sobre um tema familiar de Swift, "New Romantics" destacou-se graças à arte de escrever canções da cantora.
Rob Sheffield, do Rolling Stone, escreveu: "Não faço ideia porque Swift deixou uma canção tão brilhante e perfeita em seu álbum, mas os gênios são sempre estranhos". No seu ranking de melhores canções de Swift, em 2019, Sheffield classificou-a como a segunda melhor canção da sua carreira da artista. A revista Rolling Stone, figurou "New Romantics" na 58.ª posição entre as "cem melhores canções dos anos 2010". Retrospectivamente, Alexis Petridis, do The Guardian, Hannah Mylrae, da NME, e Jane Song, do Paste, comentaram que "New Romantics" deveria estar na edição padrão de 1989. Numa revisão menos entusiástica, Nate Jones, do New York Magazine, chamou "New Romantics" de uma tentativa fracassada de "escrever um grande hino". Chris Richards, do The Washington Post, afirmou que a letra da obra é uma das "piores" de 1989.

## Videoclipe

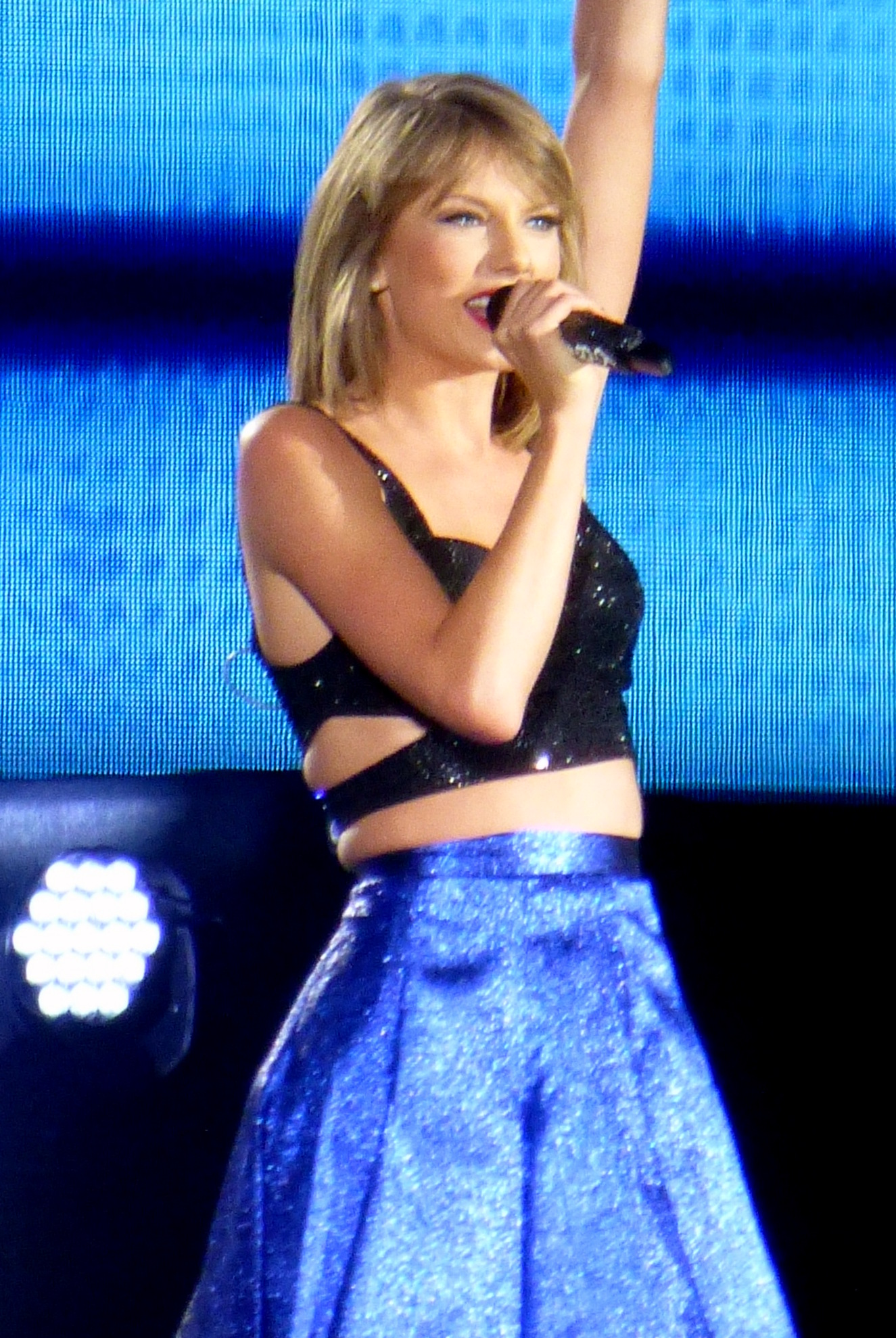
O videoclipe de "New Romantics" foi composto pelas filmagens de Swift (foto) durante a The 1989 World Tour, em 2015.

Em 6 de abril de 2016, foi lançado o videoclipe de "New Romantics" em exclusividade com a Apple Music, que exige uma assinatura paga. O vídeo consiste em filmagens dos concertos e bastidores da The 1989 World Tour, em 2015, com Swift descrevendo seus sentimentos para os fãs. Laura Bertens, estudante de arte histórica e estudos culturais, citou "New Romantics" como um exemplo de "porque é que os videoclipes muitas vezes provocam fortes reações", Bertens notou que as filmagens dos bastidores das apresentações de Swift, fizesse com que o público se conectasse a ela em um nível pessoal. Jessie Morris, do Complex, considerou o lançamento exclusivo na Apple, como parte da "parceria" de Swift com a Apple Music. Para Karl Quinn, do The Sydney Morning Herald, chamou o lançamento de "movimento sarcástico", porque Swift encorajou implicitamente os seus fãs a assinarem a Apple Music para equilibrar a competição com o Spotify — a maior plataforma de streaming on-demand da época.
Swift disponibilizou o videoclipe nas suas contas do Vevo e YouTube no dia 13 de abril de 2016, sem requerimento de assinatura.

## Apresentações ao vivo e regravação
Swift incluiu "New Romantics" no repertório da sua quarta turnê mundial, a The 1989 World Tour, que decorreu de maio a novembro de 2015. Também a apresentou no Grande Prêmio dos Estados Unidos de Fórmula 1 no Circuito das Américas, em 22 de outubro de 2016, e no Super Saturday Night da DirecTV, como parte de uma série de concertos pré-Super Bowl, em 4 de fevereiro de 2017.
Depois de assinar um novo contrato com a Republic Records em 2018, Swift começou a regravar seus primeiros seis álbuns de estúdio em novembro de 2020. A decisão ocorreu após uma disputa pública em 2019 entre a cantora e o executivo da indústria musical Scooter Braun, que adquiriu a Big Machine Records, incluindo os masters dos álbuns dela que a gravadora lançou. Ao regravar os álbuns, Swift tinha propriedade total dos novos masters, o que lhe permitiu controlar o licenciamento de suas músicas para uso comercial e, portanto, substituiu os masters de propriedade da Big Machine. A regravação de "New Romantics", com o subtítulo "Taylor's Version", foi lançada como parte da regravação de 1989, 1989 (Taylor's Version), em 27 de outubro de 2023.

## Créditos
Todo o processo de elaboração de "New Romantics" atribui os seguintes créditos:
Gravação e publicação
- Gravada nos MXM Studios (Estocolmo)
- Mixada nos MixStar Studios (Virginia Beach, Virgínia)
- Masterizada nos Sterling Sound (Nova Iorque)
- Publicada pelas empresas Sony/ATV Tree Publishing, Taylor Swift Music (BMI) e MXM (ASCAP) (administrada pela Kobalt Songs Music Publishing, Inc.)

Produção
- Taylor Swift: composição, vocalista principal, vocalista de apoio
- Max Martin: composição, produção, teclados, bateria, programação
- Shellback: composição, produção, vocalista de apoio, guitarras, baixo, teclados, bateria, programação
- Michael Ilbert: gravação
- Sam Holland: gravação
- Cory Bice: assistência de gravação
- Serban Ghenea: mixagem
- John Hanes: engenharia de mixagem
- Peter Carlsson: engenharia de Pro Tools
- Tom Coyne: masterização

## Desempenho comercial
"New Romantics" foi inicialmente uma das três faixas bônus da edição deluxe de 1989, que estava disponível exclusivamente pela Target, nos Estados Unidos, em 17 de fevereiro de 2015, Swift anunciou que lançaria às três faixas bônus na iTunes Store como singles promocionais, uma de cada vez. "New Romantics" foi lançada em 3 de março de 2015, pela Big Machine Records. Depois do lançamento, a canção entrou em 21 de março de 2015, na principal parada musical dos EUA, a Billboard Hot 100, na 71.ª posição.
Em 19 de fevereiro de 2016, Swift anunciou que "New Romantics" seria o sétimo e último single de 1989. A Republic Records, em parceria com a Big Machine, lançou a obra nas estações de rádios estadunidenses contemporary hit e hot adult contemporary em 23 de fevereiro do mesmo ano. Em seu lançamento como single, "New Romantics" estreou na 28.ª posição no Mainstream Top 40 (Pop Songs), parada musical da revista Billboard, e posteriormente, na 18.ª posição. A canção atingiu a 46.ª colocação na Billboard Hot 100, em 30 de abril de 2016, passando um total de oito semanas na tabela. O single alcançou o top 40 de vários países como o Líbano (18), Bélgica (33), Austrália (35), e Escócia (40). "New Romantics" recebeu um disco de ouro pela Recording Industry Association of America (RIAA), por suas 500 mil unidades vendidas, também recebeu um disco de ouro pela Australian Recording Industry Association (ARIA), indicando que 35 mil unidades foram vendidas no país. Além de receber uma indicação aos Prêmios Teen Choice 2016 na categoria "Choice Song – Female Artist".

### Posições nas tabelas musicais

#### Tabelas semanais
| Tabela musical (2014—16)                      | Melhor posição |
| --------------------------------------------- | -------------- |
| Austrália (ARIA)                              | 35             |
| Bélgica (Ultratop 50 de Flandres)             | 33             |
| Canadá (Billboard AC)                         | 46             |
| Canadá (Canadian Hot 100)                     | 58             |
| Canadá (Billboard CHR/Top 40)                 | 24             |
| Canadá (Billboard Hot AC)                     | 31             |
| Escócia (Official Charts Company)             | 40             |
| Eslováquia (Rádio Top 100)                    | 58             |
| Estados Unidos (Billboard Adult Contemporary) | 18             |
| Estados Unidos (Billboard Adult Top 40)       | 9              |
| Estados Unidos (Billboard Hot 100)            | 46             |
| Estados Unidos (Billboard Mainstream Top 40)  | 18             |
| França (SNEP)                                 | 190            |
| Japão (Japan Hot 100)                         | 90             |
| Líbano (Lebanese Top 20)                      | 18             |
| Reino Unido (Official Charts Company)         | 53             |

### Certificações e vendas
| Região                | Certificação | Vendas  |
| --------------------- | ------------ | ------- |
| Austrália (ARIA)      | Ouro         | 35,000  |
| Estados Unidos (RIAA) | Ouro         | 500,000 |

### Citações literárias
- Bertens, Laura (2017). «'Okay ladies, now let's get in formation!': Music Videos and the Construction of Cultural Memory» 1 ed. Open Cultural Studies (em inglês). 1: 88–98. doi:10.1515/culture-2017-0009
- McNutt, Myles (2020). «From 'Mine' to 'Ours': Gendered Hierarchies of Authorship and the Limits of Taylor Swift's Paratextual Feminism» 1 ed. Communication, Culture and Critique (em inglês). 13: 72–91. doi:10.1093/ccc/tcz042
- Perone, James E. (2017). The Words and Music of Taylor Swift (em inglês). [S.l.]: ABC-Clio. ISBN 9781440852947